# Reformblock
Reformblock oder Reformistischer Block (bulgarisch Реформаторски блок, РБ, Reformatorski Blok, RB) war ein Wahlbündnis verschiedener rechtsliberaler, konservativer und proeuropäischer Mitte-rechts-Parteien in Bulgarien. Es wurde im Dezember 2013 gegründet.
An der Gründung waren die Parteien Demokraten für ein starkes Bulgarien (DSB), Union der Demokratischen Kräfte (SDS), die 2010 gegründete Bewegung „Bulgarien der Bürger“ der ehemaligen EU-Verbraucherschutzkommissarin Meglena Kunewa, die Bulgarische Bauernvolksunion (BSNS) sowie die Volkspartei Freiheit und Würde beteiligt.
Bei der Europawahl im Mai 2014 gewann der Block 6,45 % der Stimmen und einen der 17 bulgarischen Sitze. Dieser ging jedoch nicht an die Spitzenkandidatin Kunewa, sondern an Swetoslaw Malinow von den DSB, da dieser mehr Präferenzstimmen erhielt. Er schloss sich der Fraktion der Europäischen Volkspartei an.
Bei der bulgarischen Parlamentswahl im Oktober desselben Jahres kam der Reformblock mit 8,9 % der Wählerstimmen und 23 der 240 Sitze auf den vierten Platz. Anschließend war der Block an einer Regierungskoalition mit der konservativen GERB und der sozialdemokratischen ABW unter Führung des Ministerpräsidenten Bojko Borissow beteiligt. Wichtige Regierungsmitglieder aus Reihen des Reformblocks waren die stellvertretende Ministerpräsidentin Meglena Kunewa, die Justizministerin Ekaterina Sachariewa und der Außenminister Daniel Mitow. Ende 2016 hat DSB den Block verlassen. Im Februar 2017 trat die Volkspartei Freiheit und Würde der Vereinigung DOST bei. Bei der Parlamentswahl 2017 fiel der Reformblock auf 3,1 % der Stimmen zurück und ist seither nicht mehr in der Nationalversammlung vertreten.

## Wahlergebnisse
- Siehe auch: Wahlen in Bulgarien

| Jahr | Wahl                | Stimmenanteil | Sitze  |
| ---- | ------------------- | ------------- | ------ |
| 2014 | Europawahl 2014     | 6,45 %        | 1/17   |
| 2014 | Parlamentswahl 2014 | 8,89 %        | 23/240 |
| 2017 | Parlamentswahl 2017 | 3,06 %        | 0/240  |

### Präsidentschaftswahlen
| Jahr | Wahl                      | Kandidat          | Erste Runde | Erste Runde | Erste Runde | Zweite Runde | Zweite Runde | Zweite Runde |
| Jahr | Wahl                      | Kandidat          | Stimmen     | %           | Rang        | Stimmen      | %            | Rang         |
| ---- | ------------------------- | ----------------- | ----------- | ----------- | ----------- | ------------ | ------------ | ------------ |
| 2016 | Präsidentschaftswahl 2016 | Trajtscho Trajkow | 224.734     | 5,87 %      | 6.          | —            | —            | —            |